# Ждрелаць
Ждрелаць (хорв. Ždrelac) — населений пункт у Хорватії, у Задарській жупанії у складі громади Пашман.

## Населення
Населення за даними перепису 2011 року становило 312 осіб.
Динаміка чисельності населення поселення:

## Клімат
Середня річна температура становить 15,49 °C, середня максимальна – 26,68 °C, а середня мінімальна – 4,41 °C. Середня річна кількість опадів – 822 мм.
| Клімат поселення                              | Клімат поселення | Клімат поселення | Клімат поселення | Клімат поселення | Клімат поселення | Клімат поселення | Клімат поселення | Клімат поселення | Клімат поселення | Клімат поселення | Клімат поселення | Клімат поселення | Клімат поселення |
| Показник                                      | Січ.             | Лют.             | Бер.             | Квіт.            | Трав.            | Черв.            | Лип.             | Серп.            | Вер.             | Жовт.            | Лист.            | Груд.            |                  |
| Середній максимум, °C                         | 12,12            | 11,97            | 13,24            | 16,63            | 21,54            | 25,67            | 26,68            | 26,43            | 22,04            | 19,09            | 14,96            | 11,90            |                  |
| Середня температура, °C                       | 8,29             | 8,19             | 9,47             | 12,86            | 17,74            | 21,87            | 24,42            | 24,17            | 19,78            | 16,82            | 12,70            | 9,63             |                  |
| Середній мінімум, °C                          | 4,50             | 4,41             | 5,66             | 9,04             | 13,94            | 18,09            | 22,16            | 21,90            | 17,51            | 14,57            | 10,44            | 7,36             |                  |
| Норма опадів, мм                              | 70               | 59               | 63               | 68               | 61               | 50               | 28               | 47               | 92               | 99               | 97               | 88               |                  |
| Середньомісячна швидкість вітру, м/с          | 2.96             | 3.10             | 3.23             | 3.10             | 2.69             | 2.50             | 2.50             | 2.40             | 2.61             | 2.76             | 3.38             | 3.23             |                  |
| Середньомісячна сонячна радіація, кДж/м²·день | 5087             | 7820             | 11530            | 16406            | 20744            | 23081            | 24771            | 21364            | 15750            | 10049            | 5520             | 4345             |                  |
| --------------------------------------------- | ---------------- | ---------------- | ---------------- | ---------------- | ---------------- | ---------------- | ---------------- | ---------------- | ---------------- | ---------------- | ---------------- | ---------------- | ---------------- |
| Джерело:                                      |                  |                  |                  |                  |                  |                  |                  |                  |                  |                  |                  |                  |                  |